# Хажмухамбетова, Шумисат Жалаудиновна
Шумиса́т Жалауди́новна Хажмухамбе́това (Мама́ева) (1968 год, Самашки, Ачхой-Мартановский район, Чечено-Ингушская АССР, РСФСР, СССР) — советская самбистка и дзюдоистка, чемпионка СССР, серебряный призёр Спартакиады народов СССР, мастер спорта СССР по самбо и дзюдо, тренер Детско-юношеской спортивной школы Ачхой-Мартановского района, преподаватель кафедры физического воспитания Чеченского государственного педагогического университета.

## Биография
Родилась в 1968 году. Девочек в секцию самбо не брали, поэтому пошла туда переодевшись мальчиком. Тренер зачислил её. Когда правда открылась, отчислять не стал. Родители, узнав о спортивных занятиях дочери, препятствовать ей не стали.
После окончания школы пыталась поступить на спортивный факультет Чечено-Ингушского педагогического института, но провалилась на экзаменах. Тогда она с отличием окончила техническое училище в Грозном и пошла работать на химический завод.
Чтобы продолжать тренировки пришла к тренеру Виктору Шаталову. Затем училась в техникуме, окончила Чечено-Ингушский педагогический институт. В 1991 году выиграла всесоюзный турнир в городе Кривой Рог, выполнив тем самым норматив мастера спорта. Здесь же ей был присвоен титул «Мисс самбо — 1991».
На чемпионате СССР в Киеве стала серебряным призёром. На следующем чемпионате в Загорске стала чемпионкой страны по дзюдо. В 1991 году в Минске стала серебряным призёром Спартакиады народов СССР.
Является тренером Детско-юношеской спортивной школы Ачхой-Мартановского района, преподавателем кафедры физического воспитания Чеченского государственного педагогического института.

## Семья
Отец Жалауди — велогонщик, мать Нина — мастер спорта по художественной гимнастике.
В 1991 году вышла замуж. Трое детей. Сын Шамиль — чемпион России и Евразии по рукопашному бою среди юношей. Дочь Иман — победительница республиканских турниров по дзюдо.